# Эд Уинн
Эд Уи́нн (англ. Ed Wynn, при рождении Исайя Эдвин Леопольд (Isaiah Edwin Leopold); 9 ноября 1886, Филадельфия, США — 19 июня 1966, Беверли-Хиллз, США) — американский актёр и комик.

## Биография
Родился в еврейской семье в Филадельфии, штат Пенсильвания. По материнской линии имел румынские и турецкие корни. В подростковом возрасте убежал из дома, первое время подрабатывая продавцом. Актёрскую карьеру начал с участия в водевилях в 1903 году, а с 1914 году стал участвовать в популярном бродвейском ревю «Безумства Зигфелда». В дальнейшем Эд Уинн выступил также режиссёром и сценаристом ряда популярных бродвейских постановок.
Начиная с 1930-х годов был ведущим ряда популярных передач на радио, получив в 1949 году престижную премию «Пибоди». На большом экране Эд Уинн запомнился ролями в картинах «Великий человек» (1956), роль в котором принесла ему номинации на «Золотой глобус» и BAFTA, «Дневник Анны Франк» (1959), благодаря которой он был выдвинут на «Оскар», и музыкальном фильме «Мэри Поппинс» (1964).
Актёр трижды был женат. От первой супруги у него был сын Кинан Уинн, также ставший актёром. Эд Уинн скончался от рака гортани в Беверли-Хиллз в 1966 году в возрасте 79 лет. Похоронен на кладбище Форест-Лаун в Глендейле. Актёр является обладателем трёх звёзд на Голливудской аллее славы — за вклад в радио, телевидение и кино. В 2013 году ему посмертно была присуждена премия Легенды Диснея.